# Europamästerskapen i friidrott 1974
Europamästerskapen i friidrott 1974 var de elfte Europamästerskapen i friidrott och genomfördes 1 september – 8 september 1974 på Olympiastadion i Rom, Italien.
Under tävlingarna slogs fyra världsrekord av kvinnliga idrottare.

## Förkortningar
- WR = Världsrekord
- ER = Europarekord
- CR = Mästerskapsrekord

## Medaljörer, resultat

### Herrar
| Gren               | Guld                                                                          | Guld          | Silver                                                                     | Silver   | Brons                                                                           | Brons    |
| 100 meter          | Valerij Borzov Sovjetunionen                                                  | 10,27 (CR)    | Pietro Mennea Italien                                                      | 10,34    | Klaus-Dieter Bieler Västtyskland                                                | 10,35    |
| 200 meter          | Pietro Mennea Italien                                                         | 20,60         | Manfred Ommer Västtyskland                                                 | 20,76    | Hans-Jürgen Bombach Östtyskland                                                 | 20,83    |
| 400 meter          | Karl Honz Västtyskland                                                        | 45,04 (CR)    | David Jenkins Storbritannien                                               | 45,67    | Bernd Herrmann Västtyskland                                                     | 45,78    |
| 800 meter          | Luciano Susanj Jugoslavien                                                    | 1.44,07 (CR)  | Steve Ovett Storbritannien                                                 | 1.45,77  | Markku Taskinen Finland                                                         | 1.45,89  |
| 1 500 meter        | Klaus-Peter Justus Östtyskland                                                | 3.40,55       | Tom Hansen Danmark                                                         | 3.40,75  | Thomas Wessinghage Västtyskland                                                 | 3.41,12  |
| 5 000 meter        | Brendan Foster Storbritannien                                                 | 13.17,21 (CR) | Manfred Kuschmann Östtyskland                                              | 13.23,93 | Lasse Virén Finland                                                             | 13.24,57 |
| 10 000 meter       | Manfred Kuschmann Östtyskland                                                 | 28.25,75      | Anthony Simmons Storbritannien                                             | 28.25,79 | Giuseppe Cindolo Italien                                                        | 28.27,05 |
| Maraton            | Ian Thompson Storbritannien                                                   | 2:13.19       | Eckhard Lesse Östtyskland                                                  | 2:14.57  | Gaston Roelants Belgien                                                         | 2:16.29  |
| 110 meter häck     | Guy Drut Frankrike                                                            | 13,40 (CR)    | Miroslaw Wodzynski Polen                                                   | 13,67    | Leszek Wodzynski Polen                                                          | 13,71    |
| 400 meter häck     | Alan Pascoe Storbritannien                                                    | 48,82 (CR)    | Jean-Claude Nallet Frankrike                                               | 48,94    | Jevjenij Gavrilenko Sovjetunionen                                               | 49,32    |
| 3 000 meter hinder | Bronislaw Malinowski Polen                                                    | 8.15,04 (CR)  | Anders Gärderud Sverige                                                    | 8.15,41  | Michael Karst Västtyskland                                                      | 8.17,91  |
| 4 x 100 meter      | Frankrike: Lucien Sainte-Rose Joseph Arame Bruno Cherrier Dominique Chauvelot | 38,69 (CR)    | Italien: Vincenzo Guerini Norberto Oliosi Luigi Benedetti Pietro Mennea    | 38,88    | Östtyskland: Manfred Kokot Michael Droese Hans-Jürgen Bombach Siegfried Schenke | 38,99    |
| 4 x 400 meter      | Storbritannien: Glendon Cohen William Hartley Alan Pascoe David Jenkins       | 3.03,33       | Västtyskland: Hermann Köhler Horst-Rüdiger Schlöske Karl Honz Rolf Ziegler | 3.03,52  | Frankrike: Jean-Claude Nallet Roger Velasquez Jacques Carette Francis Demarthon | 3.03,57  |
| 20 km gång         | Volodymyr Holubnytjyj Sovjetunionen                                           | 1:29.30       | Bernd Kannenberg Västtyskland                                              | 1:29.38  | Roger Mills Storbritannien                                                      | 1:32.34  |
| 50 km gång         | Christoph Höhne Östtyskland                                                   | 3:59.06 (CR)  | Otto Bartj Sovjetunionen                                                   | 4:02.39  | Peter Selzer Östtyskland                                                        | 4:04,28  |
| Höjdhopp           | Jesper Tørring Danmark                                                        | 2,25 (CR)     | Kestutis Sapka Sovjetunionen                                               | 2,25     | Vladimir Maly Tjeckoslovakien                                                   | 2,19     |
| Längdhopp          | Valerij Podluzjnij Sovjetunionen                                              | 8,12          | Nenad Stekić Jugoslavien                                                   | 8,05     | Jevgenij Sjubin Sovjetunionen                                                   | 7,98     |
| Stavhopp           | Vladimir Kisjkun Sovjetunionen                                                | 5,35 (CR)     | Wladyslaw Kozakiewicz Polen                                                | 5,35     | Jurij Isakov Sovjetunionen                                                      | 5,30     |
| Trestegshopp       | Viktor Sanejev Sovjetunionen                                                  | 17,23         | Carol Corbu Rumänien                                                       | 16,68    | Andrzej Sontag Polen                                                            | 16,61    |
| Kulstötning        | Hartmut Briesenick Östtyskland                                                | 20,50         | Ralf Reichenback Västtyskland                                              | 20,38    | Geoffrey Capes Storbritannien                                                   | 20,21    |
| Diskuskastning     | Pentti Kahma Finland                                                          | 63,62         | Ludvik Danek Tjeckoslovakien                                               | 62,76    | Ricky Bruch Sverige                                                             | 62,00    |
| Släggkastning      | Aleksej Spiridonov Sovjetunionen                                              | 74,20         | Jochen Sachse Östtyskland                                                  | 74,00    | Reinhard Theimer Östtyskland                                                    | 71,62    |
| Spjutkastning      | Hannu Siitonen Finland                                                        | 89,58         | Wolfgang Hanisch Östtyskland                                               | 85,46    | Terje Thorslund Norge                                                           | 83,68    |
| Tiokamp            | Ryszard Skowronek Polen                                                       | 8 207 (CR)    | Yves Leroy Frankrike                                                       | 8 146    | Guido Kratschmer Västtyskland                                                   | 8 132    |

### Damer
| Gren           | Guld                                                                        | Guld         | Silver                                                                            | Silver  | Brons                                                                               | Brons   |
| 100 meter      | Irena Szewinska Polen                                                       | 11,13 (CR)   | Renate Stecher Östtyskland                                                        | 11,23   | Andrea Lynch Storbritannien                                                         | 11,28   |
| 200 meter      | Irena Szewinska Polen                                                       | 22,51 (CR)   | Renate Stecher Östtyskland                                                        | 22,68   | Mona-Liisa Pursiainen Finland                                                       | 23,17   |
| 400 meter      | Riitta Salin Finland                                                        | 50,14 (WR)   | Ellen Streidt Östtyskland                                                         | 50,69   | Rita Wilden Västtyskland                                                            | 50,88   |
| 800 meter      | Liljana Tomova Bulgarien                                                    | 1.58,14 (CR) | Gunhild Hoffmeister Östtyskland                                                   | 1.58,81 | Mariana Sumann Rumänien                                                             | 1.59,84 |
| 1 500 meter    | Gunhild Hoffmeister Östtyskland                                             | 4.02,25 (CR) | Liljana Tomova Bulgarien                                                          | 4.04,97 | Grete Andersen Norge                                                                | 4.05,21 |
| 3 000 meter    | Nina Holmén Finland                                                         | 8.55,10 (CR) | Ludmila Bragina Sovjetunionen                                                     | 8.56,09 | Joyce Smith Storbritannien                                                          | 8.57,39 |
| 100 meter häck | Annelie Ehrhardt Östtyskland                                                | 12,66 (CR)   | Annerose Fiedler Östtyskland                                                      | 12,89   | Teresa Nowak Polen                                                                  | 12,91   |
| 4 x 100 meter  | Östtyskland: Doris Maletzki Renate Stecher Christina Heinrich Bärbel Eckert | 42,51 (WR)   | Västtyskland: Elfgard Schittenhelm Annegret Kroniger Annegret Richter Inge Helten | 42,75   | Polen: Ewa Dlugolecka Danuta Jedrejek Barbara Bakulin Irena Szewinska               | 43,48   |
| 4 x 400 meter  | Östtyskland: Brigitte Rohde Waltraud Dietsch Angelika Handt Ellen Streidt   | 3.25,21 (WR) | Finland: Marika Eklund Mona-Liisa Pursiainen Pirjo Wilmi Riitta Salin             | 3.25,7  | Sovjetunionen: Inta Klimovitj Ingrida Barkane Nadezjda Kolesnikova Natalia Sokolova | 3.26,1  |
| Höjdhopp       | Rosemarie Witschas Östtyskland                                              | 1,95 (CR)    | Milada Karbanová Tjeckoslovakien                                                  | 1,91    | Sara Simeoni Italien                                                                | 1,89    |
| Längdhopp      | Ilona Bruzsenyak Ungern                                                     | 6,65         | Eva Suranová Tjeckoslovakien                                                      | 6,60    | Pirkko Helenius Finland                                                             | 6,59    |
| Kulstötning    | Nadezjda Tjizjova Sovjetunionen                                             | 20,78 (CR)   | Marianne Adam Östtyskland                                                         | 20,43   | Helena Fibingerová Tjeckoslovakien                                                  | 20,33   |
| Diskuskastning | Faina Melnik Sovjetunionen                                                  | 69,00 (CR)   | Argentina Menis Rumänien                                                          | 64,62   | Gabriele Hinzmann Östtyskland                                                       | 62,50   |
| Spjutkastning  | Ruth Fuchs Östtyskland                                                      | 67,22 (WR)   | Jaqueline Todten Östtyskland                                                      | 62,10   | Nataša Urbancić Jugoslavien                                                         | 61,66   |
| Femkamp        | Nadezjda Tkatjenko Sovjetunionen                                            | 4 776        | Burglinde Pollack Östtyskland                                                     | 4 678   | Soja Spasovchodskaja Sovjetunionen                                                  | 4 550   |

## Medaljfördelning
| Medaljfördelning |                 |      |        |       |        |
| Plats            | Land            | Guld | Silver | Brons | Totalt |
| 1                | Sovjetunionen   | 11   | 3      | 5     | 19     |
| 2                | Östtyskland     | 9    | 12     | 5     | 26     |
| 3                | Storbritannien  | 5    | 3      | 4     | 12     |
| 4                | Polen           | 4    | 2      | 4     | 10     |
| 5                | Finland         | 3    | 1      | 4     | 8      |
| 6                | Frankrike       | 2    | 2      | 1     | 5      |
| 7                | Västtyskland    | 1    | 5      | 6     | 12     |
| 8                | Italien         | 1    | 2      | 2     | 5      |
| 9                | Jugoslavien     | 1    | 1      | 1     | 3      |
| 10               | Bulgarien       | 1    | 1      | -     | 2      |
| =                | Danmark         | 1    | 1      | -     | 2      |
| 12               | Ungern          | 1    | -      | -     | 1      |
| 13               | Tjeckoslovakien | -    | 3      | 2     | 5      |
| 14               | Rumänien        | -    | 2      | 1     | 3      |
| 15               | Sverige         | -    | 1      | 1     | 2      |
| 16               | Norge           | -    | -      | 2     | 2      |
| 17               | Belgien         | -    | -      | 1     | 1      |